# Chiesa di San Pietro Apostolo (Castelnovo Bariano)
La chiesa di San Pietro Apostolo è la chiesa parrocchiale di San Pietro Polesine, frazione del comune di Castelnovo Bariano.
Edificata nella prima metà del XVIII secolo in sostituzione del precedente oratorio intitolato a san Francesco d'Assisi, ritenuto oramai troppo piccolo per accogliere i fedeli dell'abitato di Marola, la precedente denominazione dell'odierno San Pietro Polesine, sorge al centro del paese con orientamento approssimativamente Nord-Sud.
Intitolata a san Pietro, uno dei dodici apostoli di Gesù e, secondo il credo cattolico, il primo papa, è, nella suddivisione territoriale della Chiesa cattolica, collocata nel vicariato di Castelmassa, a sua volta parte della diocesi di Adria-Rovigo.

## Descrizione
L'edificio sorge nella parte centrale dell'abitato, con orientamento nord-sud, affacciato a una piazzetta e lambendo la canonica.
La facciata a vento, di gusto barocco e preceduta da un ampio sagrato lastricato, è caratterizzata da due ordini sovrapposti di lesene, doriche su alti basamenti, inferiori e ioniche superiori, tra loro separati da una cornice modanata in aggetto. La parte superiore, coronata da un frontone triangolare, si raccorda all'inferiore con rampanti curvilinei a volute.
Al centro è presente l'unico portale, impreziosito da una cornice modanata e coronato da un frontone curvilineo, mentre la parte superiore è caratterizzata dal grande finestrone rettangolare, con cornice modanata, a volute, a sua volta sormontato da un frontone curvilineo interrotto.
Ai lati della facciata si elevano, simmetrici, i due campanili, con celle, coperte da cupole a cipolla, aperte sui quattro lati da monofore a tutto sesto, con lesene d'angolo che reggono frontoni curvilinei.
L'abside, semicircolare, è forata da due finestroni, simmetrici e rettangolari, soluzione che assieme agli ampi finestroni termali presenti sui fronti laterali e presbiterio, forniscono una buona illuminazione all'interno dell'edificio.